# Marc Bourgne
Marc Bourgne est un auteur de bande dessinée français né à Versailles le 11 mars 1967.

## Biographie
Aîné d’une fratrie de cinq enfants, il dessine sa première BD en 1976 et se lance dans des études d’histoire. L’Alaska, sujet de la maîtrise qu’il obtient à la Sorbonne à Paris en 1989, devient le décor de sa première série, Être libre (Dargaud, 1992-1997) et de sa série policière Frank Lincoln (Glénat, 2000-2013).
Après avoir dessiné quatre tomes de Barbe-Rouge (Dargaud, 1999-2004) sur des scénarios de Christian Perrissin, il reprend le dessin de Voyageur (Glénat, 2008-2009) pour les quatre albums du cycle Présent de cette série écrite par Éric Stalner, Pierre Boisserie. Il collabore ensuite à un autre projet collectif en devenant l'un des quatre dessinateurs d'All Watcher, un spin-off de la série IR$ de Stephen Desberg et Bernard Vrancken (Le Lombard, 2010-2011). Il reprend cette série en 2013 à l'occasion d'un autre spin-off, IR$ Team.
En 2011, il est sollicité par les Éditions Dupuis pour dessiner la nouvelle saison de la série créée par Jean Graton en 1957, Michel Vaillant. Cosigné par Philippe Graton, Denis Lapière et Benjamin Benéteau, le premier tome de cette reprise sort en novembre 2012. En janvier 2018, il met fin à cette collaboration.
Il est l’auteur du scénario du diptyque L’été 63 pour VoRo (Vents d'Ouest, 2009-2012), de celui du Dernier des Mohicans (d’après James Fenimore Cooper) pour Marcel Uderzo (Adonis, 2010), de celui de la série Les Pirates de Barataria pour Franck Bonnet (Glénat 2009-2018), de celui de la série Le sentier de la guerre pour Didier Pagot (Glénat, à partir de 2018) et de celui de Alix origines pour Laurent Libessart (Casterman, à partir de 2019).
Il a été illustrateur pour la Bibliothèque verte (couvertures de la série Planète verte) et pour la collection Z’azimut (36 premiers volumes chez Fleurus) et est également l’auteur d’albums aux thèmes historiques, Histoire de Monaco (Dargaud, 1997) et Charles 1er l’empereur de la paix avec Marcel Uderzo (Le Lombard, 2007), ainsi que de nombreuses bandes dessinées publicitaires pour Michelin, la Générale des Eaux, Ipsen, etc.
En 2018, il est sollicité par  Benoît Mouchart, directeur éditorial bande dessinée des Éditions Casterman, pour écrire la série Alix origines, racontant l'enfance d'Alix, dont le premier tome, L'Enfance d'un gaulois, dessiné par Laurent Libessart, paraît en février 2019. La série, éloignée du style ligne claire, reçoit un accueil mitigé dans les médias spécialisés, assez négatif sur BDZoom et sur BD Gest', mais plutôt positif sur Actua BD et sur Planète BD.

## Publications
- Être libre (Éd. Dargaud) :

1. La Grande Terre (1992) ;
2. La Vallée perdue (1993) ;
3. Les Voleurs de chevaux (1995) ;
4. Little Diomede (1997).

La première série de Marc Bourgne avait pour personnages principaux un couple d'adolescents, Flo et Andy, vivant des aventures dans le décor de l'Alaska. Cette série a été retitrée Dernière Frontière pour sa réédition chez Theloma.
- Histoire de Monaco en bande dessinée (Éd. Dargaud, 1997).

Un ouvrage de commande.
- Barbe-Rouge (scénario de Christian Perrissin, Éd. Dargaud) :

1. L’Ombre du Démon (1999) ;
2. Le Chemin de l’Inca (2000) ;
3. Le Secret d’Elisa Davis 1re partie (2001) ;
4. Le Secret d’Elisa Davis 2e partie (2004).

Une reprise scénarisée par Christian Perrissin (El Niño, Martha Jane Cannary…) à partir de la série créée par Jean-Michel Charlier et Victor Hubinon.
- Frank Lincoln (Éd. Glénat) :

1. La Loi du Grand Nord (2000) ;
2. Off shore[11]. (2002) ;
3. Break-up[12] (2003) ;
4. Kodiak[13] (coscénario de Serge Perrotin, 2005) ;
5. Kusu-Gun[14]. (participation d’Eillam au dessin, 2011) ;
6. Black Bag Job[15]. (participation d’Eillam au dessin, 2013).

- Charles Ier l’empereur de la paix (dessin de Marcel Uderzo, Éd. du Lombard, 2007).

Un autre travail de commande, et sa première collaboration avec Marcel Uderzo (frère de l'auteur d’Astérix).
- L'ouvre-boîte (scénario de Xavier Fauche et Manoragane Madi, Éd. P@CT, 2008, réédition en 2012 par l'Ordre des Experts Comptables).

Un album didactique portant sur la création d'une entreprise.
- Voyageur (scénario de Pierre Boisserie et Éric Stalner, Éd. Glénat) :

1. Présent T1 (2008) ;
2. Présent T2 (2009) ;
3. Présent T3 (2009) ;
4. Présent T4 (2009).

Deux frères voyagent à travers le temps. Bourgne a dessiné les quatre tomes de la période contemporaine. Les couvertures de ses albums sont l’œuvre de Juanjo Guarnido.
- L’Été 63 (dessin de VoRo, Éd. Vents d'Ouest)[16] :
  - Tome 1 (2009) ;
  - Tome 2 (2012).

Un drame psychologique se déroulant à Paris et dans un petit village d’Auvergne en 1963, et mettant en scène un adolescent rebelle, Jeannot, aux côtés de sa demi-sœur vietnamienne, Linh. Un scénario de Marc Bourgne illustré par le québécois VoRo.
- Les Pirates de Barataria (dessin de Franck Bonnet, Éd. Glénat)[17]:

1. Nouvelle-Orléans (2009) ;
2. Carthagène (2010) ;
3. Gande-Isle (2010) ;
4. Océan (2011) ;
5. Le Caire (2012) ;
6. Siwa (2013) ;
7. Aghurmi (2014) ;
8. Gaspesie (2015) ;
9. Chalmette (2016) ;
10. Galveston (2017).
11. Sainte-Hélène (2018)
12. Yucatàn (2018)

Cette série d'aventure écrite par Bourgne est librement inspirée de l'histoire de Jean Laffite, pirate français et héros américain installé en Louisiane au début du XIXe siècle.
- Le Dernier des Mohicans (dessin de Marcel Uderzo, Éd. Adonis-Glénat, 2010).

Une adaptation du roman de James Fenimore Cooper, dessinée par Marcel Uderzo.
- I.R.$. All Watcher (scénario de Stephen Desberg, Éd. du Lombard) :

1. Mia Maï (2010) ;
2. Le Trou noir financier (2011).

All Watcher est un spin-off de la série Stephen Desberg et Bernard Wrancken, I.R.$, thriller financier ; Bourgne en a dessiné les tomes 5 et 7.
- Fancy Dress contre Oak racing (scénario de Laurent-Frédéric Bollée, Éd. Productions de Monte-Carlo Éditions, 2012).

Ce court album (24 planches) est une commande de l'écurie automobile Oak racing.
- Michel Vaillant nouvelle saison (scénario : Philippe Graton et Denis Lapière pour les tomes 1 à 6 puis Denis Lapière, dessin des décors et des voitures par Benjamin Benéteau pour les tomes 1 à 6 puis Olivier Marin, Éd. Graton) :

1. Au nom du fils (2012)[2],[18]
2. Voltage (2013)[19]
3. Liaison dangereuse (2014)
4. Collapsus (2015)
5. Renaissance (2016)[20]
6. Rébellion (2017)[21]
7. Cannonball (2022)
8. La cible (2023)

- I.R.$ Team (scénario : Stephen Desberg, Éd. du Lombard) :

1. Football connection (2013) ;
2. Le dernier tir (2014)

Pour cette seconde série dérivée de l'univers de I.R.$, Marc Bourgne a dessiné le premier et le quatrième (et dernier) tome, Daniel Koller s'étant chargé des deux autres.
- L'art du crime (scénario : Olivier Berlion et Marc Omeyer, Éd. Glénat):

1. La mélodie d'Ostelinda (2018)

- Le sentier de la guerre (dessin : Didier Pagot, éd. Glénat):

1. Fort Buford (2018)
2. Paha Sapa (2019)
3. Little Bighorn river (2021)

Le personnage imaginaire d'une jeune femme artiste peintre sert de témoin, dans cette série, à l'épopée du grand chef sioux Sitting Bull.
- Tica (scénario : Hélène Therrode, éd. Inukshuk):

1. Chaton perché (2018)

Compilation de strips humoristiques publiés sous le pseudonyme de Marhel dans le magazine Rustica.
- Alix origines (dessin : Laurent Libessart pour les tomes 1 et 2 puis Olivier Weinberg, éd. Casterman):

1. L'enfance d'un Gaulois (2019)
2. Le peuple du feu (2021)
3. Le démon de Torralba (2022)
4. La reine en péril (2023)

L'enfance d'Alix, le personnage créé par Jacques Martin en 1948.
Participation aux ouvrages collectifs suivants :
- Uderzo croqué par ses amis (Soleil prod.) (1996) ;
- Hommage à Morris (Gem’s) (1999) ;
- La bande des… 5 (A.C.B.D.) (2003) ;
- Chaland, portrait de l’artiste (Champaka) (2008).

#### Analyses
- N. H., Marc Bourgne sur Ramboliweb, 2001
- Mélanie Poquet, Marc Bourgne sur TV78, 2018
- Brieg F. Haslé, « Les pirates de Barataria, t. 1 : séduisantes femmes corsaires », dBD, no 33,‎ juin 2009, p. 86.

#### Interviews
- Manuel Picaud, Entretien avec Marc Bourgne sur Auracan, 2008
- Nicolas Anspach, « « à propos de L'été 63 », sur Actua BD, 2009
- Didier Pasamonik, « À propos de Michel Vaillant », sur Actua BD, 2012
- Pierre Burssens, Entretien avec Laurent Libessart et Marc Bourgne sur Auracan, 2019
- Marc Bourgne (interviewé) et Frédéric Bosser, « Bourgne, j'ai besoin d'amour », dBD, no 33,‎ juin 2009, p. 66-67.